# 13. National Hockey League All-Star Game
Das 13. National Hockey League All-Star Game wurde am 3. Oktober 1959 in Montréal, Kanada, ausgetragen. Das Spiel fand im Forum de Montréal, der Spielstätte des Stanley-Cup-Siegers Canadiens de Montréal statt. Die Canadiens konnten gegen die All-Stars klar mit 6:1 gewinnen.

## Mannschaften
| #           | Land        | Spieler          | Pos.            |
| Torhüter    |             |                  |                 |
| 1           | Kanada 1957 | Jacques Plante   | Jacques Plante  |
| Verteidiger |             |                  |                 |
| 2           | Kanada 1957 | Doug Harvey      | Doug Harvey     |
| 10          | Kanada 1957 | Tom Johnson      | Tom Johnson     |
| 11          | Kanada 1957 | Bob Turner       | Bob Turner      |
| 19          | Kanada 1957 | Albert Langlois  | Albert Langlois |
| 21          | Kanada 1957 | J. C. Tremblay   | J. C. Tremblay  |
| Angreifer   |             |                  |                 |
| 4           | Kanada 1957 | Jean Béliveau    | C               |
| 5           | Kanada 1957 | Bernie Geoffrion | RW              |
| 6           | Kanada 1957 | Ralph Backstrom  | C               |
| 8           | Kanada 1957 | Bill Hicke       | RW              |
| 9           | Kanada 1957 | Maurice Richard  | RW              |
| 12          | Kanada 1957 | Dickie Moore     | RW              |
| 14          | Kanada 1957 | Claude Provost   | RW              |
| 15          | Kanada 1957 | Ab McDonald      | LW              |
| 16          | Kanada 1957 | Henri Richard    | C               |
| 18          | Kanada 1957 | Marcel Bonin     | LW              |
| 20          | Kanada 1957 | Phil Goyette     | C               |
| 22          | Kanada 1957 | Don Marshall     | LW              |
| 23          | Kanada 1957 | André Pronovost  | LW              |

| #           | Land        | Spieler          | Pos.             | Team                |
| Torhüter    |             |                  |                  |                     |
| 1           | Kanada 1957 | Terry Sawchuk    | Terry Sawchuk    | Detroit Red Wings   |
| Verteidiger |             |                  |                  |                     |
| 3           | Kanada 1957 | Marcel Pronovost | Marcel Pronovost | Detroit Red Wings   |
| 4           | Kanada 1957 | Bill Gadsby      | Bill Gadsby      | New York Rangers    |
| 5           | Kanada 1957 | Carl Brewer      | Carl Brewer      | Toronto Maple Leafs |
| 14          | Kanada 1957 | Fernie Flaman    | Fernie Flaman    | Boston Bruins       |
| 19          | Kanada 1957 | Doug Mohns       | Doug Mohns       | Boston Bruins       |
| Angreifer   |             |                  |                  |                     |
| 7           | Kanada 1957 | George Sullivan  | C                | New York Rangers    |
| 8           | Kanada 1957 | Andy Bathgate    | RW               | New York Rangers    |
| 9           | Kanada 1957 | Gordie Howe      | RW               | Detroit Red Wings   |
| 10          | Kanada 1957 | Alex Delvecchio  | C                | Detroit Red Wings   |
| 11          | Kanada 1957 | Jerry Toppazzini | RW               | Boston Bruins       |
| 15          | Kanada 1957 | Frank Mahovlich  | LW               | Toronto Maple Leafs |
| 16          | Kanada 1957 | Bert Olmstead    | LW               | Toronto Maple Leafs |
| 17          | Kanada 1957 | Ed Litzenberger  | RW               | Chicago Blackhawks  |
| 18          | Kanada 1957 | Don McKenney     | C                | Boston Bruins       |
| 24          | Kanada 1957 | Chief Armstrong  | RW               | Toronto Maple Leafs |

## Spielverlauf

### Montréal Canadiens 6 – 1 NHL All-Stars
| Team       | Zeit  | Stand | Torschütze      | Vorlagengeber   | Vorlagengeber    |
| 2. Drittel |       |       |                 |                 |                  |
|            | 24:25 | 1–0   | Jean Béliveau   | Bill Hicke      | Doug Harvey      |
|            | 33:43 | 2–0   | Ab McDonald     | Ralph Backstrom | Bernie Geoffrion |
|            | 38:30 | 2–1   | Don McKenney    |                 | Ed Litzenberger  |
| 3. Drittel |       |       |                 |                 |                  |
|            | 47:44 | 3–1   | Dickie Moore    | Henri Richard   | Tom Johnson      |
|            | 49:31 | 4–1   | Henri Richard   | Dickie Moore    | Doug Harvey      |
|            | 51:54 | 5–1   | Jean Béliveau   | Bill Hicke      | Marcel Bonin     |
|            | 55:51 | 6–1   | André Pronovost | Doug Harvey     |                  |

Schiedsrichter: Frank Udvari 

Linienrichter: George Hayes, Bob Frampton 

Zuschauer: 13.818